# Marc Dupré
Pour les articles homonymes, voir Dupré.
 (août 2013).
Si vous disposez d'ouvrages ou d'articles de référence ou si vous connaissez des sites web de qualité traitant du thème abordé ici, merci de compléter l'article en donnant les références utiles à sa vérifiabilité et en les liant à la section « Notes et références ».
Marc Dupré, né le 28 juillet 1973 à Terrebonne au Canada, est un auteur-compositeur-interprète et humoriste canadien.

## Biographie
Marc Dupré a été marié de 2000 à 2023 à Anne-Marie Angélil, la fille de René Angélil et d'Anne Renée, issue du premier mariage d'Angélil. Il a trois enfants : Anthony Dupré, Stella Dupré et Lenny Dupré. Céline Dion a participé à son 3e album en lui composant une chanson, Entre deux mondes, et en l'accompagnant en duo sur une autre, Y'a pas de mots.
C'est dans le milieu des années 1990 que Marc Dupré a commencé sa carrière en tant qu'imitateur et humoriste. En 2008, il présente Véronic DiCaire à Céline Dion et René Angélil, qui lui permettent de faire la première partie de la tournée Taking Chances World Tour au Centre Bell, à Montréal[réf. nécessaire].
Au niveau de l'humour, il est surtout reconnu pour ses talents d'imitateur. Il a participé au festival Juste pour rire à de nombreuses reprises[réf. nécessaire].
En 2012, il produit le disque de musique le plus vendu de l'année au Québec, Star Académie. Le 20 janvier 2013, débute la diffusion de La Voix à TVA, produit par nulle autre que les Productions J. Cette émission comporte quatre coach : Ariane Moffatt, Marie-Mai, Jean-Pierre Ferland ainsi que Marc Dupré. La première émission est regardée par 2 593 000 téléspectateurs. La finale des auditions à l'aveugle bat le record des cotes d'écoute au Québec avec 2 832 000 téléspectateurs.
Le dimanche 27 octobre 2013, Marc Dupré a remporté le Félix de l'Interprète masculin de l'année ainsi que le Félix de la Chanson populaire de l'année (Nous sommes les mêmes) au 35e gala L'ADISQ[réf. nécessaire].
Le 10 octobre 2013, il a remporté un disque d'or pour avoir vendu plus de 40,000 exemplaires de son disque Nous sommes les mêmes[réf. nécessaire].
En 2014, il participe une fois de plus à l'émission La Voix, avec cette fois à ses côtés les nouveaux coachs Isabelle Boulay, Éric Lapointe et Louis-Jean Cormier. Il lance aussi en 2014, le 1er décembre, son 5e album intitulé Là dans ma tête. Le chanteur populaire décrète que cet album reflète parfaitement qui est Marc Dupré. Il a d'ailleurs composé une chanson pour ses fans, S'aimer comme on est, inspirée des messages que des jeunes filles et des jeunes hommes lui racontent à propos de leurs problèmes à l'école ou dans leur vie familiale. Dès janvier 2015, il commence sa tournée Là dans ma tête, après plus de sept ans d'absence sur les scènes du Québec.
Le 10 et le 11 juin 2016, Marc Dupré se produit pour la première fois sur la scène du centre Bell avec sa tournée Là dans ma tête dans le cadre des FrancoFolies. Son spectacle fut un succès et rempli de surprises et d'artistes invité tels que Alex Nevsky, Jérome Couture, Marie-Mai, Keven Bazinet, Angie Duquette, Alex Gaudreault, ainsi que comme invité surprise, la chanteuse Ariane Moffatt et les six finalistes de l'équipe de Marc Dupré dans l'émission La Voix. Parmi ceux-ci, deux des six finalistes ont fait une performance solo devant des milliers de personnes au Centre Bell soit Geneviève Leclerc chantant la chanson de Serge Lama, Je suis malade, et Yvan Pedneault chantant la chanson populaire Somebody to love du groupe Queen. Marc réserve aussi une surprise à son public en lui présentant sa fille Stella qui a chanté Rolling in the Deep d'Adele ainsi qu'un duo avec son père avec la chanson Say Something de Christina Aguilera. Ce spectacle a reçu d'excellentes critiques.
De plus, outre son rôle de coach dans l'émission La Voix, Marc Dupré a participé à la version québécoise de The Voice Kids appelée La voix junior en automne 2016, comme annoncé par tva dans une annonce à la télévision.
Le 12 février 2017, il reprend son siège de coach à La Voix 5 pour une cinquième fois. Il est accompagné de Corneille comme mentor. Il est le seul coach à avoir fait toutes les saisons de La Voix et La Voix Junior. En octobre 2017, il annonce qu'il quitte son siège de coach à La Voix pour sa sixième saison en 2018 pour prendre une pause et se concentrer sur sa carrière et sur sa famille. Il a également quitté son fauteuil à l'issue de la deuxième saison de La Voix Junior. Par contre, il reprendra son rôle de coach à La Voix pour sa septième saison en 2019, après une pause d'un an.
En raison de la pandémie de covid-19 les spectacles d'été sont supprimés mais avec surprise plusieurs artistes du Québec ont pris part à quelques représentations devant les voitures, concept original. Marc s'est produit à Bromont, Québec, Gatineau, ICAR Mirabel et Mercier.
Le 25 octobre 2020, la diffusion de En studio débute, une adaptation de l’émission The Recording Studio, qui offre aux participants de préparer de manière professionnelle une chanson significative pour eux, de l’enregistrer et de l’offrir à la personne de leur choix. Trois histoires par émission sont présentées. Le rôle de l’animateur, Marc Dupré, est d’accompagner les participants et les aider à arriver à un résultat.
Le 4 décembre 2020, il a lancé une chanson de Noël en collaboration avec sa fille, Stella Dupré.
Marc Dupré retrouve son rôle d'animateur lors de la saison 2022 de l'émission de variété Star Académie.
Toujours en 2022, il partage deux nouveaux singles, La Famille et D'où je viens.
En mai 2023, il annonce une nouvelle tournée avec son nouveau spectacle d'humour intitulé "Ben voyons donc"
En juillet de la même année, il annonce se séparer de sa femme après presque 23 ans de mariage.
Pour l'année 2024, Marc Dupré annonce une tournée avec un nouveau spectacle d'humour intitulé «Ben voyons donc», qu'il présentera 26 fois dans différentes villes du Québec.
Marc Dupré est le directeur artistique de la huitième saison de Star Académie pour l'édition 2025.
En 2025, Marc Dupré révèle sa nouvelle chanson « J’veux pas dormir » lors d’un variété de Star Académie, télé-réalité musicale pour laquelle il réalise l’album. La chanson se retrouvera sur son prochain album, dont la sortie est prévue à l’automne 2025. Il prévoit lancer sa tournée pour son nouvel album le 19 septembre à l'Amphithéâtre Cogeco à Trois-Rivières. 

## Collaborations
- 2003 - Danny Boudreau & Breen LeBoeuf / Roger Tabra - Je compte sur toi
- 2007 - Marie-Élaine Thibert - Ne m’en veux pas
- 2007 - Francis Bernier - Des milliards de voix
- 2007 - Céline Dion - On s'est aimés à cause
- 2007 - Marc-André Fortin - Au milieu de nous, Bien entendu
- 2008 - Marie-Pier Perreault - Je manque de nous
- 2008 - Cindy Daniel - Oser la nuit, Rose des sables, Et j’espère
- 2009 - Wilfred LeBouthillier - Droit devant, Sur l'océan, Allez viens, J'y crois encore, Je reviens, Près de toi, Jimmy Joue, Un petit morceau de moi
- 2009 - Annie Villeneuve - Ce soir, Ton plus grand secret, Rien de mieux à faire, Les mains vides, Le désamour
- 2009 - Marie-Ève Côté - Je m'exile
- 2009 - Bruno Pelletier - Dénaturé, Jusqu’à la dernière femme
- 2010 - Mario Pelchat - Je partirai
- 2010 - Tocadéo - L’effet papillon
- 2010 - Garou - Version intégrale, T’es là
- 2011 - Marc Hervieux - Nos trois anges
- 2011 - Marie Denise Pelletier - Et si tu m'aimes
- 2012 - Star Académie 2012 - Pour exister
- 2012 - Annie Villeneuve - Le sais-tu ?, Bien plus grande, Ta lettre, Tu dors, La vérité, Celui de ma vie, Rien n’a changé, Je t’emporte avec moi
- 2012 - Hedley & Andee - Kiss You Inside Out (Version française)
- 2012 - Bruno Pelletier - Tout ce qu’on a voulu
- 2012 - Frédérick Baron - Le brasier
- 2013 - Maxime McGraw - Personne ne sera toi, Tu Verras
- 2013 - Jérôme Couture - Comme on attend le printemps
- 2013 - Jean-Marc Couture - Elle veut mon âme, Là pour rester
- 2014 - Maxime Landry - Le temps s’est arrêté
- 2014 - Olivier Dion - Qu'est-ce qu'on attend, Sortir de l'ombre, Nos Promesse, Des Nouvelles de Toi, Seuls Ensemble, On est les plus forts, Au même endroit, Fou
- 2014 - Renée Wilkin - Comment je te dirais
- 2014 - Jérôme Couture - Goodbye Girl, Pardonnez-moi, Pas une autre, Danser sans toi
- 2014 - Mario Pelchat - Pour que la vie nous aimes
- 2015 - Kevin Bazinet - Jusqu'où tu m'aimes, Come to Me
- 2015 - Maxime McGraw - Naufrage
- 2015 - Maxime McGraw & Marie-Élaine Thibert - Jamais loin
- 2015 - Tyler Shaw (en) - Un coup sur mon cœur
- 2015 - Renée Wilkin - L’amour, la guerre, Être libre, Nos derniers pas
- 2015 - Véronique Labbé - Du côté bleu du ciel
- 2015 - Les Jumelles Barabé - Les jours de ma vie
- 2016 - Céline Dion - Je nous veux, Toutes ces choses
- 2016 - Yvan Pedneault - La dernière fois
- 2017 - Jérôme Couture - My Sweetest Thing, Oublions tout, Rendez-vous, Regarde-moi, Dis-le moi, On s’en fout, Je suis là
- 2017 - Sophie Pelletier - Tu te demandes
- 2017 - Johanne Lefebvre - Tout l’amour qu’il me reste
- 2017 - Yvan Pedneault - La raison de ma vie, T’en irais-tu, Unis à nos voix, Dis-moi
- 2017 - Annie Villeneuve - Un rêve à la fois
- 2018 - Joannie Benoit - Son cœur à la soudure
- 2020 - Ludovick Bourgeois - Je le ferai
- 2021 - Stella Dupre - Noël Ensemble

## Lauréats et nominations

### Gala de l'ADISQ
| Année | Catégorie                                            | Pour                                      | Résultat   |
| ----- | ---------------------------------------------------- | ----------------------------------------- | ---------- |
| 1996  | révélation de l'année                                | Marc Dupré                                | nomination |
| 1996  | spectacle de l'année - humour                        | Marc Dupré                                | nomination |
| 2002  | spectacle de l'année - humour                        | MD3                                       | nomination |
| 2006  | chanson populaire de l'année                         | Voyager vers toi                          | nomination |
| 2008  | album de l'année - pop-rock                          | Revenir à toi                             | nomination |
| 2011  | album de l'année - pop-rock                          | Entre deux mondes                         | lauréat    |
| 2013  | album de l'année - pop                               | Nous sommes les mêmes                     | nomination |
| 2013  | chanson populaire de l'année                         | Nous sommes les mêmes                     | lauréat    |
| 2013  | interprète masculin de l'année                       | Marc Dupré                                | lauréat    |
| 2015  | album de l'année - meilleur vendeur                  | Là dans ma tête                           | nomination |
| 2015  | album de l'année - pop                               | Là dans ma tête                           | nomination |
| 2015  | interprète masculin de l'année                       | Marc Dupré                                | nomination |
| 2016  | chanson de l'année                                   | Ton départ                                | lauréat    |
| 2016  | interprète masculin de l'année                       | Marc Dupré                                | nomination |
| 2016  | spectacle de l'année - interprète                    | Là dans ma tête                           | nomination |
| 2018  | album de l'année - meilleur vendeur                  | La vie qu'il nous reste                   | nomination |
| 2018  | album de l'année - pop                               | La vie qu'il nous reste                   | nomination |
| 2018  | chanson de l'année                                   | Une raison d'exister                      | nomination |
| 2018  | interprète masculin de l'année                       | Marc Dupré                                | nomination |
| 2018  | spectacle de l'année - auteur-compositeur-interprète | Marc Dupré au Centre Bell/Là dans ma tête | nomination |
| 2019  | chanson de l'année                                   | La tempête                                | nomination |
| 2019  | interprète masculin de l'année                       | Marc Dupré                                | nomination |
| 2019  | spectacle de l'année - auteur-compositeur-interprète | Rester forts                              | nomination |
| 2020  | album de l'année - pop                               | Rien ne se perd                           | lauréat    |
| 2020  | interprète masculin de l'année                       | Marc Dupré                                | nomination |
| 2021  | chanson de l'année                                   | Où sera le monde                          | nomination |
| 2022  | album de l'année - pop                               | Où sera le monde                          | nomination |
| 2022  | interprète masculin de l'année                       | Marc Dupré                                | nomination |
| 2023  | chanson de l'année                                   | Tout l'amour qu'on donne                  | nomination |